# Buildingsmart Data Dictionary
Buildingsmart Data Dictionary (bSDD) ist ein Service der Nonprofit-Organisation Buildingsmart, der kostenfrei Data-Dictionaries (Wörterbücher) für die Standardisierung der Bauplanung anbietet. Ein solches Dictionary dient der Beschreibung von Objekten und ihren Eigenschaften. 
Die Struktur von bSDD wurde von Buildingsmart definiert - wie auch IFC (und IDS); während IFC den BIM-Standard beschreibt, dient bSDD als Erweiterung zur Beschreibung von Fachplanungen. Im Mai 2025 waren über 300 Dictionaries verfügbar.

## Ziel
Ziel von bSDD ist es, dass Architekten und Fachplaner Gebäudedaten über Fach- und Sprachgrenzen hinweg austauschen und sie gemeinsam zu nutzen, und so Missverständnisse durch unterschiedliche Interpretation von Begriffen zu vermeiden. Der bSDD-Standard erweitert das allgemeinere IFC. Softwareentwickler können auf die Dictionaries zugreifen und sie nutzen.
Verfügbar sind Directories zur Flughafenplanung, zu Elektrotechnik-Standards wie ETIM oder zur Wasserwirtschaft.

## Struktur
Die Haupt-Strukturteile von bSDD sind:
- Dictionary: Ein Dictionary ist eine Sammlung von Klassen:
- Class: Eine Klasse beschreibt die verschiedenen Objekttypen, so bei Flughafenplanung Bag drop[9] (Gepäckabgabe) oder Baggage conveyor[10] (Gepäckförderband). Eine Klasse beinhaltet Eigenschaften:
- Property: Eine Eigenschaft beschreibt einen Teil einer Klasse, z. B. Farbe, Gewicht. Zusammengehörige Eigenschaften sind geordnet in einer Gruppe:
- GroupOfProperties: Eine Gruppe ordnet zusammengehörige Eigenschaften, z. B. Umwelteigenschaften oder elektrische Eigenschaften.

## Directory erstellen und verwalten
Jedes Dictionary in bSDD muss im Namen einer registrierten Organisation veröffentlicht werden. Sobald der Inhalt aktiviert ist, erhält er eine unveränderliche URI. Das bedeutet, dass der Inhalt dauerhaft im bSDD verbleibt und nicht gelöscht werden kann - so wird eine stabile Nutzung des Dictionaries sichergestellt. Es ist nur möglich, den Status auf inaktiv zu ändern, wenn er nicht mehr verwendet werden soll - das Dictionary bleibt jedoch dauerhaft bestehen.